# حسین‌خان بهرامی
دکتر حسین‌خان بهرامی ملقب به احیاءالسلطنه (۱۲۵۵خ - ۱۳۱۹خ) پزشک، سیاستمدار، از پایه‌گذاران اولیه تشکیلات بهداشت ایران و نماینده مجلس شورای ملی بود.

## زندگی‌نامه
پدرش محمدعلی خان تفرشی، طبیب بود. او هم کار پدر را تعقیب کرد. مدرسهٔ طب دارالفنون را به اتمام رسانید و سالی چند نیز در اروپا در این رشته تحصیل کرد. پس از مراجعت در تهران مطب دایر کرد و ریاست چند بیمارستان دولتی را عهده‌دار شد. به علت حذاقت در حرفهٔ خود، خیلی زود در تهران معروفیت یافت و با رجال و اعیان و اشراف مجالست و حشر و نشر پیدا کرد. بعد از ۱۳۰۰ با علی‌اکبر داور و تیمورتاش که از علمداران تغییر سلطنت در ایران بودند دوست شد، به حزب رادیکال پیوست، در دورهٔ پنجم از زنجان به نمایندگی مجلس شورای ملی انتخاب و یکی از آتش‌افروزان درجهٔ اول تغییر رژیم شد. جریان جمهوری که پیش آمد و سید حسن مدرس در صف اول مخالفان سردارسپه در مجلس سخن می‌گفت، او در مقام محاجه با مدرس برآمد و سیلی محکمی به گوش وی زد. پس از این سیلی طرفداران مدرس در تهران و برخی شهر ها به تظاهرات پرداختند .برخی معتقدند همین سیلی باعث شکست جمهوری شد. 
پس از روی کارآمدن رضاشاه و پایان دوره نمایندگی، بهرامی رئیس اداره کل صحیه مملکتی شد که کار وزارت بهداری را انجام می‌داد. پس از آنکه در اواخر سال ۱۳۰۵ مجلس طرحی را به تصویب رساند که همه نهادهای بهداشتی کشور زیر نظر اداره کل صحیه درآید، بنابر همین مصوبه، سمت او به «معاون فنی» وزارت کشور ارتقاء یافت. بهرامی تا اسفند ۱۳۰۶ در این سمت ماند. پس از آن، مدتی رئیس ادارهٔ کل احصائیه (آمار و ثبت احوال) شد و در دورهٔ نهم، نمایندگی خرم‌آباد را در مجلس شورای ملی عهده دار بود. 
از دکتر حسین بهرامی یک پسر و سه دختر باقی ماند.